# Eugene McCarthy
Eugene Joseph McCarthy (Watkins, 29 marzo 1916 – Washington, 10 dicembre 2005) è stato un politico e poeta statunitense.
Fu deputato alla Camera dei Rappresentanti dal 1949 al 1959 e senatore dal 1959 al 1971.
Non va confuso con il più noto senatore del Wisconsin, Joseph McCarthy, il cui comportamento nel cercare di eradicare dagli USA presunte organizzazioni comuniste ed emarginarne gli appartenenti nel mondo dello spettacolo, della letteratura, del giornalismo e/o in genere ricoprenti posizioni di visibilità pubblica, diede origine al nome di maccartismo.
McCarthy cercò di ottenere la nomina di candidato alle elezioni presidenziali del 1968 da parte del Partito Democratico sfidando il Presidente in carica Lyndon B. Johnson su una piattaforma anti-guerra del Vietnam. McCarthy cercò la Presidenza degli Stati Uniti d'America ben cinque volte, ma non ebbe mai successo.
Nato a Watkins, nel Minnesota, McCarthy divenne professore di economia dopo aver conseguito la laurea presso l'Università del Minnesota. Prestò servizio durante la seconda guerra mondiale come decrittatore per il Dipartimento della guerra. Divenne membro del Partito Democratico-Contadino-Laburista del Minnesota (affiliato al Partito Democratico nazionale) e nel 1948 fu eletto alla Camera dei Rappresentanti, dove rimase fino a quando fu eletto al Senato nel 1958. McCarthy era un eminente sostenitore di Adlai Stevenson II per l'elezione presidenziale del 1960 e fu lui stesso candidato alla sua nomina da parte del partito democratico per la vicepresidenza del Paese nel 1964.  Fu favorevole alla legge sull'immigrazione e nazionalità del 1965, anche se successivamente, viste le conseguenze della medesima, divenne membro della Federazione per la Riforma dell'Immigrazione in America.
Nel corso degli anni 1960 McCarthy emerse quale importante oppositore del modo di condurre la guerra nel Vietnam da parte di Johnson.
Dopo che Robert F. Kennedy aveva declinato l'invito a formare un gruppo di Democratici contro la guerra per sfidare Johnson alle elezioni primarie dei Democratici del 1968, McCarthy entrò nella contesa elettorale su una piattaforma contro la guerra. Sebbene all'inizio egli avesse avuto poche chance di vittoria, l'offensiva galvanizzò l'opposizione alla guerra e McCarthy ottenne un forte secondo posto nelle primarie del New Hampshire. Dopo di che Kennedy entrò nella contesa e Johnson annunciò che non avrebbe cercato una rielezione. McCarthy e Kennedy vinsero ciascuno numerose primarie prima che Kennedy fosse assassinato nel giugno 1968. La Convenzione Nazionale Democratica del 1968 nominò candidato alla vicepresidenza Hubert Humphrey, il preferito da Johnson.
McCarthy non cercò la rielezione nelle elezioni per il Senato degli Stati Uniti del 1970. Egli cercò la nomina presidenziale democratica nelle primarie del 1972 ma fallì. Dopo di ciò egli partecipò a numerose contese elettorali, ma non fu mai eletto ad altra carica. Corse come indipendente nelle elezioni presidenziali del 1976, ma ottenne solo lo 0,9% dei voti popolari. Egli fu l'accusatore nella campagna di riferimento Buckley contro Valeo e sostenne Ronald Reagan nelle elezioni presidenziali del 1980.

## Biografia
McCarthy nacque a Watkins, nel Minnesota, figlio di una donna di profonde convinzioni cattoliche, con antenati di origine tedesca, Anna Baden McCarthy, e di un padre di forte volontà, con antenati irlandesi, Michael J. McCarthy, un dirigente delle poste e commerciante di bestiame.
McCarthy crebbe a Watkins con i genitori e tre fra sorelle e fratelli. Frequentò la scuola cattolica St. Anthony a Watkins e trascorse ore a leggere gli Harvard Classics di sua zia. Fu influenzato dai frati della vicina Abbazia e Università di St. John a Collegeville, nel Minnesota, e frequentò quella scuola e la Saint John's Preparatory School, dove conseguì il diploma nel 1932. Frequentò quindi la Saint John's University diplomandosi nel 1935; ottenne il suo master's degree all'Università del Minnesota, laureandosi nel 1939. Egli insegnò in scuole pubbliche nel Minnesota e nel Dakota del Nord dal 1935 al 1940, quando divenne professore di economia e formazione alla Saint John's, ove lavorò dal 1940 al 1943. Durante quest'ultimo periodo egli allenò la squadra di hockey su ghiaccio per una stagione.
Nel 1943, prendendo in considerazione la vita contemplativa di un monaco, divenne novizio benedettino presso l'abbazia di Saint John. Dopo nove mesi di noviziato lasciò il monastero.
Si arruolò nell'esercito prestando servizio come decrittatore per la Divisione di controspionaggio militare del Dipartimento della guerra a Washington nel 1944. Fu quindi istruttore di sociologia ed economia presso l'Università di St. Thomas a Saint Paul, nel Minnesota, dal 1946 al 1949.

### Membro del Congresso
McCarthy divenne membro del Partito Democratico-Contadino-Laburista del Minnesota. Nel 1948 fu eletto alla Camera dei rappresentanti con il sostegno dei sindacati e dei cattolici,
 rappresentando il quarto distretto elettorale del Minnesota fino al 1959. Divenne il leader dei giovani "liberali", prevalentemente provenienti dal Midwest, chiamati McCarthy's Marauders.
Nel 1952 incontrò il Senatore del Wisconsin Joseph McCarthy (omonimo ma non parente) in un dibattito televisivo nazionale nel quale fece la parodia degli argomenti del senatore per "dimostrare" che il Generale Douglas MacArthur era stato una pedina comunista. Nel 1958 fu eletto senatore.

### Senatore
Fu membro della potente Commissione del Senato per gli Affari Esteri. Egli divenne noto al grande pubblico nel 1960, quando sostenne l’elezione del candidato democratico alla presidenza Adlai Stevenson
Egli perorò nel suo discorso:
(Eugene McCarthy in un discorso elettorale a favore di Adlai Stevenson)
Egli scherzava sui suoi meriti come candidato:
()
Egli fu considerato un possibile compagno di Lyndon Johnson nelle elezioni del 1964, solo per vedere il compagno senatore del Minnesota Humphrey scelto per quella opposizione.
Come Ted Kennedy, McCarthy fu uno degli sponsor originali della legge sull'immigrazione e nazionalità del 1965. Successivamente egli rimpianse di aver preso quella posizione, osservando che:
Divenne membro del consiglio di amministrazione della Federazione per la Riforma dell'Immigrazione in America.
McCarthy incontrò il marxista-leninista rivoluzionario Che Guevara a New York nel 1964 per discutere come porre riparo alle relazioni tra Stati Uniti e Cuba. Essi s'incontrarono nella casa della giornalista Lisa Howard in Park Avenue a Manhattan; il film del 2008 Che: Part One descrive questo evento.

## Campagna presidenziale del 1968

### McCarthy sfida Johnson
Nel 1968, Allard K. Lowenstein e il suo movimento anti-guerra del Vietnam Dump Johnson movement reclutarono McCarthy per opporsi al Presidente in carica Lyndon B. Johnson.
A quanto è stato riferito, il primo tentativo di Lowenstein fu di reclutare il senatore Robert F. Kennedy, che declinò l'invito a candidarsi, quindi il senatore George McGovern, che anche declinò (Kennedy decise di candidarsi dopo le primarie del 16 marzo 1968, e anche McGovern poco dopo entrò nella competizione). McCarthy entrò e per poco non sconfisse Johnson nelle primarie democratiche del New Hampshire, con l'intenzione di influenzare il Governo federale – allora controllato dai democratici – per ridurre il suo coinvolgimento nella guerra del Vietnam. Un numero di studenti pacifisti del college e altri attivisti arrivarono da tutto il Paese nello New Hampshire per sostenere la campagna di McCarthy. Alcuni studenti pacifisti con lunghi capelli, esponenti appartenenti alla controcultura degli anni 1960 (hippy) scelsero di tagliarsi i lunghi capelli e radersi le barbe per fare campagna porta a porta per McCarthy, fenomeno che diede corso allo slogan: Get clean for Gene (it.:Pulisciti per Gene).
La decisione di McCarthy di candidarsi sorse in parte come risultato dell'opposizione alla guerra del senatore dell'Oregon Wayne Morse.
Morse fu uno dei due senatori che votarono contro la Risoluzione del Golfo del Tonchino dell'agosto 1964. Egli fece molti discorsi denunciando la guerra prima che la gran parte degli americani ne avesse preso coscienza. In seguito molti democratici attivi nell'Oregon chiesero a Kennedy di diventare un candidato contro la guerra. Anche McCarthy incoraggiò Kennedy a competere elettoralmente. Dopo il rifiuto di Kennedy, il gruppo chiese a McCarthy di candidarsi, ed egli accettò. Dopo che Kennedy era entrato in corsa e Johnson si era ritirato, comunque, McCarthy spostò la sua attenzione su Kennedy.
McCarthy annunciò la propria candidatura il 30 novembre 1967, dicendo:
(Dall'annuncio del senatore McCarthy della propria candidatura)
Esperti di politica e giornali rimossero la sua candidatura e a lui rimasero poche chance di avere una qualche influenza contro Johnson nelle primarie. Ma la pubblica percezione su di lui cambiò a seguito dell'Offensiva del Têt (30 gennaio– 23 febbraio 1968), le conseguenze della quale videro molti Democratici diventare disillusi dalla guerra e piuttosto interessati a un'alternativa a Johnson. McCarthy affermò:
((EN) 1967 Year In Review, su UPI.com.)
Il 3 dicembre 1967, McCarthy si rivolse alla Conferenza dei preoccupati Democratici a Chicago, accusando l'amministrazione Johnson di ignorare e di mandare all'aria le opportunità di portare a conclusione la guerra. Otto giorni dopo si disse che egli avesse suggerito di abbandonare alcune aree del Sud Vietnam ai Viet Cong. Il 17 febbraio 1968, si seppe che la campagna di McCarthy aveva ottenuto solo un quarto dei fondi che sperava di ottenere a livello nazionale. In maggio Kennedy attaccò McCarthy sui diritti civili. Il 23 giugno 1968, Hubert Humphrey sconfisse McCarthy, assicurandosi un significativo numero di delegati nel loro comune stato del Minnesota.
Come i suoi volontari (condotti dal coordinatore dei giovani, Sam Brown) andò porta a porta nel New Hampshire e quando i media iniziarono a prestargli maggior attenzione, McCarthy cominciò a salire nei sondaggi. Allorché ricevette il 42% dei voti contro il 49% di Johnson nelle elezioni primarie del New Hampshire del 12 marzo (e 20 dei delegati del New Hampshire su 24 alla Convenzione democratica), divenne chiaro che vi era una profonda divisione tra i Democratici a proposito della guerra. A quel tempo Johnson era diventato inestricabilmente coinvolto da Vietnam, e questa dimostrazione di sostegno diviso all'interno del suo partito significava che la sua rielezione (solo quattro anni dopo la vittoria con la più elevata percentuale di voto popolare nella storia moderna) parve improbabile. Il popolare trio Peter, Paul and Mary pubblicò un disco Eugene McCarthy For President (If You Love Your Country), che essi dissero che era rimasto solo contro Johnson
Il trio folk pubblicò un disco a favore di McCarthy che, a loro dire, era rimasto solo su "uomini più timidi", che ora gli facevano l'eco.

### Kennedy entra in competizione
Il 16 marzo Robert F. Kennedy annunciò che avrebbe gareggiato; molti Democratici videro Kennedy come un candidato più forte che McCarthy. Il 31 marzo, Johnson sorprese il mondo annunciando che non avrebbe cercato di farsi rieleggere. Dopo questo McCarthy vinse in Wisconsin, dove la campagna di Kennedy era ancora in corso di organizzazione. McCarthy vinse anche in Oregon contro gli sforzi ben organizzati dei seguaci di Kennedy: questa fu considerata la sua prima vittoria ufficiale su Kennedy.
McCarthy si presentava come un politico pulito, ma criticava i suoi oppositori. Conosciuto per la sua arguzia, quando gli fu chiesto se il commento sul Governatore del Michigan George W. Romney che era stato sottoposto al lavaggio del cervello sulla guerra in Vietnam avrebbe messo termine alle mire presidenziali di Romney, McCarthy notò:
()
Egli prendeva in giro Kennedy e i suoi sostenitori. Una delle gaffe più grosse ebbe luogo in Oregon, quando definì i sostenitori di Kennedy "meno intelligenti" dei suoi e sminuì l'Indiana (che aveva allora votato per Kennedy), di mancare di un poeta della statura di quella di Robert Lowell, un amico di McCarthy che spesso viaggiava con lui.
Alcuni di quelli che per primi seguirono gli sforzi di McCarthy erano seguaci di Kennedy. Ora che quest'ultimo era entrato nella competizione, molti di essi passarono dalla sua parte, sollecitando McCarthy a rinunciare e a sostenere Kennedy. McCarthy si risentì che Kennedy gli avesse lasciato fare il "lavoro sporco" di sfidare Johnson per poi entrare in corsa quando emerse che Johnson era vulnerabile. Il risultato fu che se all'inizio McCarthy era entrato nella campagna elettorale con poche illusioni di vincere, ora dedicò sé stesso a battere Kennedy (e Humphrey, che entrò in lizza dopo che Johnson si era ritirato e a cercare di ottenere la nomination. Humphrey, da tempo campione dei sindacati e dei diritti civili, entrò in gara con il sostegno del partito dell'establishment, compresa la maggior parte dei membri del Congresso, sindaci, governatori e i capi sindacali. Egli entrò troppo tardi per competere alle primarie, ma aveva il sostegno di Johnson e di molti Democratici all'interno.
Kennedy, come suo fratello John nel 1960, progettò di ottenere la candidatura attraverso il sostegno popolare nelle primarie.
McCarthy e Kennedy si diedero battaglia in California, ben sapendo che il risultato di colà sarebbe stato decisivo. Entrambi vi sostennero una vigorosa campagna elettorale, percorrendo il lungo e in largo lo stato con numerosi sondaggi che li mostravano testa a testa e alcuni predicevano la vittoria di McCarthy.
Un dibattito televisivo tra i due incominciò a far pendere i voti degli indecisi lontano da McCarthy. Egli fece due affermazioni che molti considerarono sbagliate: che egli avrebbe accettato nel Sud Vietnam un governo che includesse anche i comunisti e che soltanto il trasferimento dei neri dei centri di città avrebbe risolto il problema urbano.
Kennedy si scagliò contro, descrivendo la prima idea come blanda verso il comunismo e la seconda come uno schema per spostare decine di migliaia dei residenti del ghetto nella bianca, conservatrice Contea di Orange. Kennedy vinse le primarie in California il 4 giugno, ma il giorno successivo fu assassinato da Sirhan Sirhan. In risposta, McCarthy si astenne da interventi politici per parecchi giorni. Un assistente ricordò McCarthy sogghignare sul suo caduto rivale, dicendo che egli era stato un "demagogo fino alla fine". Un altro udì McCarthy dire che Kennedy se l'era voluta, intendendo che egli aveva provocato il palestinese Sirhan Sirhan, promettendo sostegno militare allo stato di Israele.
Nonostante le dimostrazioni di forza in molte primarie - egli aveva ottenuto più voti di qualsiasi altro candidato democratico – McCarthy si garantì solo il 23% dei delegati alla Convenzione Democratica Nazionale del 1968, in gran parte a causa del controllo dell'organizzazione del partito-stato sul processo di selezione dei delegati. Dopo l'assassinio di Kennedy, molti delegati di quest'ultimo, ricordando le sue amare parole su McCarthy, scelsero di sostenere George McGovern piuttosto che McCarthy. Per di più, sebbene Humphrey non fosse chiaramente un candidato contro la guerra, alcuni democratici pacifisti speravano che, come presidente, lui avrebbe potuto avere successo dove Johnson aveva fallito, e disimpegnare così gli Stati Uniti dal Vietnam.
Prima del giorno delle elezioni, McCarthy confermò che egli personalmente avrebbe votato per Humphrey, ma non sarebbe andato oltre, fermando così di appoggiarlo. Benché McCarthy non avesse ottenuto la nomina democratica a candidato per la presidenza, l'anti-bellico "New Party", per il quale quell'anno si erano presentati numerosi candidati, lo inserì nell'elenco per il ballottaggio in Arizona, dove ricevette 2 751 voti. Egli comparve anche nel ballottaggio in Oregon, presentato dal "New Party". Ricevette inoltre 20 721 voti come candidato write-in in California.
Nonostante l'atteggiamento anti-guerra del Vietnam di McCarthy, il governo comunista del Nord Vietnam tenne un comportamento cinico nei suoi confronti, in gran parte a causa della sua mancanza di fondi nella sua campagna, che lo rese scettico su quanto lui avrebbe potuto ottenere, descrivendolo nella sua analisi delle elezioni presidenziali pubblicata sulla rivista dell'esercito del 10 agosto 1968, come un "politico di seconda classe con scarsa esperienza o soldi".

## Politica dopo il Senato

### Campagna presidenziale del 1972
McCarthy tornò alla politica come candidato per la nomination democratica per le elezioni presidenziali del 1972, ma gli andò male nello New Hampshire e nel Wisconsin, e presto rinunciò.
L'Illinois fu l'unico stato nel quale McCarthy partecipò attivamente alle primarie; egli ottenne il 38% dei voti contro il 59% del suo avversario, Edmund Muskie. In ogni caso i media ignorarono la sua campagna.

### Campagna presidenziale del 1976
Dopo la sua campagna del 1972, McCarthy lasciò il Partito Democratico e partecipò come candidato indipendente alle elezioni presidenziali del 1976. Durante questa campagna egli assunse un atteggiamento libertario sulle libertà civili, promise di creare la piena occupazione riducendo l'orario di lavoro, si espresse in favore del disarmo nucleare, attaccò l'Internal Revenue Service (l'equivalente dell'italiana Agenzia delle entrate, n.d.r.), e rivelò chi avrebbe nominato ai vari gabinetti se fosse stato eletto. Principalmente comunque egli si scagliò contro il sistema elettorale del ballottaggio, che egli riteneva troppo restrittivo e incoraggiante gli elettori a rifiutare il bipartitismo.
Le sue numerose battaglie legali durante le elezioni, accanto a un grosso sforzo dei movimenti di base negli stati amichevoli, gli consentirono di comparire al ballottaggio in 30 stati e un accesso facilitato per i successivi candidati di partiti terzi.
La sua "affiliazione" partitica fu variamente indicata ai ballottaggi come "Independent", "McCarthy '76," "Non-Partisan", "Nom. Petition", "Nomination", "Not Designated" e "Court Order". Sebbene non fosse stato indicato ai ballottaggi in California e Wyoming, venne riconosciuto come candidato write-in in quegli stati.
In molti stati egli non si candidò alla nomina vicepresidenziale, ma venne ad avere un totale di 15 compagni che parteciparono negli stati dove ne era richiesto uno. Almeno otto di questi candidati erano donne.
A livello nazionale, McCarthy ricevette 740 460 voti, lo 0.91% del totale, giungendo terzo nelle elezioni. Il risultato migliore lo ottenne nell'Oregon, dove ebbe 40 207 voti, il 3,90% dei voti totali.

### Ulteriori attività
McCarthy si oppose alle leggi per finanziare la campagna dell'era Watergate, diventando il querelante nel caso di riferimento Buckley contro Valeo, 424 U.S. 1 (1976), a proposito del quale la Corte Suprema stabilì che certe disposizioni della legge sul finanziamento delle campagne elettorali erano incostituzionali. McCarthy, la New York Civil Liberties Union, il filantropo Stewart Mott, il Partito Conservatore dello Stato di New York, il Partito Repubblicano del Mississippi e il Partito Libertario furono i querelanti nel caso Buckley, diventando elementi-chiave nel soffocare la campagna sui limiti alle spese per le campagne elettorali e il finanziamento pubblico delle medesime.
Nelle elezioni presidenziali del 1980, sconcertato da ciò che vide con l'umiliante fallimento della presidenza Carter (più tardi ebbe a dire: "il peggior presidente che abbiamo mai avuto"), egli comparve nella campagna per il candidato del Partito Libertario Ed Clark e scrisse l'introduzione al libro sulla campagna per Clark. Infine egli appoggiò Ronald Reagan per la presidenza.

### Campagne finali
Nel 1982, McCarthy si candidò alle elezioni al Senato per il Minnesota, ma perse le primarie democratiche contro l'uomo d'affari Mark Dayton, con il 24% dei voti contro il 69% del rivale.
Nelle elezioni del 1988 per il candidato presidenziale del Minnesota, egli comparve al ballottaggio in una manciata di partiti di stato di sinistra, specificatamente i partiti dei Consumatori in Pennsylvania e nel New Jersey e nel Partito Progressista del Minnesota. Nella campagna elettorale egli sostenne il protezionismo nel commercio, l'Iniziativa di Difesa Strategica di Reagan e l'abolizione del bipartitismo. Egli ebbe 30 905 voti.
Nel 1992, rientrando nel Partito Democratico, partecipò alle primarie presidenziali dello New Hampshire, sostenendo una campagna elettorale per la Nomination democratica, ma fu escluso dal primo dibattito televisivo dal suo moderatore, Tom Brokaw della NBC. Insieme ad altri candidati che erano stati esclusi dai dibattiti democratici del 1992 (compresi due volte il candidato del Partito della Nuova Alleanza Lenora Fulani; l'ex sindaco di Irvine, in California, Larry Agran; l'attore Thomas Laughlin e altri), McCarthy sollevò proteste e intraprese senza successo un'azione legale nel tentativo di essere incluso nei dibattiti. Diversamente dagli altri candidati esclusi, McCarthy era da tempo una figura nazionale e aveva organizzato credibili campagne per la presidenza in precedenti elezioni. Egli vinse con 108 679 voti nelle primarie del 1992.

## Pubblicazioni
Dopo aver lasciato il Senato nel 1971, McCarthy divenne editore alla Harcourt Brace Jovanovich Publishing e un redattore sindacato di giornale. Negli anni 1960 incominciò a scrivere poesie e la sua crescente rilevanza politica aumentò l'interesse per le sue opere.
(Eugene McCarthy, 1968,)
Egli pubblicò una raccolta di poesie nel 1997 dal titolo: Cool Reflections: Poetry For The Who, What, When, Where and Especially Why of It All, ISBN 1-57553-595-5.

## Vita privata
McCarthy e la consorte, Abigail Quigley McCarthy ebbero cinque figli: Christopher Joseph (30 aprile 1946, morto il giorno della nascita), Ellen Anne, Mary Abigail (29 aprile 1949 – 28 luglio 1990), Michael Benet e Margaret Alice.
Nel 1969, McCarthy si separò dalla moglie dopo 24 anni di matrimonio, ma la coppia non divorziò mai. Dopo la separazione, i figli rimasero con la madre. Secondo il biografo di McCarthy Dominic Sandbrook, McCarthy fu coinvolto in una romantica relazione con la corrispondente di CBS News Marya McLaughlin che durò fino alla morte di McLaughlin nel 1998.

## Morte e lasciti
McCarthy morì per complicazioni della malattia di Parkinson all'età di 89 anni il 10 dicembre 2005, in una casa di riposo a Georgetown, dove viveva da alcuni anni. L'ex Presidente Bill Clinton ne fece il necrologio.
Dopo il suo decesso, il College of Saint Benedict and Saint John's University rinominarono il loro Centro per La Politica Pubblica Centro Eugene J. McCarthy per La Politica Pubblica Il Partito Democratico ne ricordò la memoria durante la Convenzione Nazionale Democratica del 2008, tenutasi a Denver, Colorado, il 28 agosto 2008. Il ricordo consisteva anche in quadri di numerosi eminenti Democratici durante il quadriennio trascorso dalla Convenzione Nazionale Democratica del 2004, proiettati su un ampio schermo.
Durante questa esposizione, mentre sullo schermo comparivano sue fotografie fu erroneamente lasciato fuori il suo primo nome ma inserito quello centrale, chiamandolo "Senator Joseph McCarthy"; Joseph McCarthy era un illustre Senatore Repubblicano del Wisconsin, divenuto famoso per il suo anticomunismo e le polemiche con il giornalista Edward R. Murrow.
In 2009, la sua alma mater, St. John's University, onorò McCarthy istituendo il premio Eugene McCarthy Distinguished Public Service.
Gli archivi di McCarthy come membro del Congresso degli Stati Uniti (Democratic Farmer-Labor) del quarto distretto del Minnesota (1949–1958) e come senatore dal Minnesota dal 1959 al 1970) sono disponibili per ricerche presso il Minnesota History Center. Essi comprendono archivi esecutivi, generali, legislativi, personali, politici e sulle campagne (comprese quelle senatoriale, vicepresidenziale e presidenziale), di pubbliche relazioni, materiale sonoro e visivo (con fotografie) e discorsi.

## Risultati delle elezioni presidenziali
| Risultati della campagna presidenziale di McCarthy |                     |         |       |
| Elezioni                                           | Partito             | Voti    | %     |
| 1968                                               | Partito Democratico | 25 634  | 0,04% |
| 1976                                               | Indipendente        | 740 460 | 0,91% |
| 1988                                               | Consumatori         | 30 905  | 0,03% |

## Opere di Eugene McCarthy
(in lingua inglese)
- Frontiers in American Democracy (1960)
- Dictionary of American Politics (1962)
- A Liberal Answer to the Conservative Challenge (1964)
- The Limits of Power: America's Role in the World (1967)
- The Year of the People (1969)
- Mr. Raccoon and His Friends (1977; Academy Press Ltd., Chicago, IL); storie di bambini, illustrate da James Ecklund
- A Political Bestiary, di Eugene J. McCarthy e James J. Kilpatrick (1979) ISBN 0-380-46508-6
- The Ultimate Tyranny: The Majority Over the Majority (1980) ISBN 0-15-192581-X
- Gene McCarthy's Minnesota: Memories of a Native Son (1982) ISBN 0-86683-681-0
- Complexities and Contrarities (1982) ISBN 0-15-121202-3
- Up Til Now: A Memoir (1987)
- Required Reading: A Decade of Political Wit and Wisdom (1988) ISBN 0-15-176880-3
- Nonfinancial Economics: The Case for Shorter Hours of Work, di Eugene McCarthy e William McGaughey (1989) ISBN 0-275-92514-5
- A Colony of the World: The United States Today (1992) ISBN 0-7818-0102-8
- Eugene J. McCarthy: Selected Poems di Eugene J. McCarthy, Ray Howe (1997) ISBN 1-883477-15-8
- No-Fault Politics (1998) ISBN|0-8129-3016-9
- 1968: War and Democracy (2000) ISBN 1-883477-37-9
- Hard Years: Antidotes to Authoritarians (2001) ISBN 1-883477-38-7
- From Rappahannock County (2002) ISBN 1-883477-51-4
- Parting Shots from My Brittle Bow: Reflections on American Politics and Life (2005) ISBN 1-55591-528-0